# Chan Chwa Tai
Chan Chwa Tai (Thai: จันจว้าใต้) is een tambon in amphoe (district) Mae Chan in Thailand. De tambon had in 2005 8700 inwoners en bestaat uit twaalf mubans.